# Wangdue Phodrang
Wangdue Phodrang è un centro abitato del Bhutan, situato nel distretto di Wangdue Phodrang.